# Eleutherodactylus eileenae
Espèce
Synonymes
- Eleutherodactylus gehrmanni Schwartz, 1958

Statut de conservation UICN

 NT  : Quasi menacé
Eleutherodactylus eileenae est une espèce d'amphibiens de la famille des Eleutherodactylidae.

## Répartition
Cette espèce est endémique de Cuba. Elle se rencontre de la province de Pinar del Río à la province de Camagüey du niveau de la mer jusqu'à 900 m d'altitude.

## Description
Les femelles mesurent jusqu'à 33 mm.

## Taxinomie
Eleutherodactylus gehrmanni a été placées en synonymie avec Eleutherodactylus eileenae par Schwartz en 1958.

## Publication originale
- Dunn, 1926 : Additional Frogs from Cuba (Contrib. Smith College Dept. Zool. No. 139). Occasional Papers of the Boston Society of Natural History, vol. 5, p. 209-215 (texte intégral).